# Farpoint
Farpoint is een Amerikaanse band. De band, gestart in 1997, is afkomstig uit Sumpter, South Carolina. De band is geïnspireerd op/beïnvloed door de muziek van Yes met invloeden van Keltische folk en religie. In 2015 verscheen van bandleider Jarvis een soloalbum.

## Discografie
- 2000: Just like you (single)
- 2002: First Light
- 2003: Grace
- 2004: From Dreaming to Dreaming
- 2008: Cold Star, Quiet Star
- 2011: Kindred
- 2012: Water of Life (livealbum opgenomen in Sumpter)
- 2014: Paint the dark